# Buttrio
Buttrio (furlanisch Buri) ist eine Gemeinde in der Region Friaul-Julisch Venetien in Friaul, Italien mit 3926 Einwohnern (Stand 31. Dezember 2023).

## Städtepartnerschaft
Es existiert eine Städtepartnerschaft mit der österreichischen Marktgemeinde Nötsch im Gailtal.

## Söhne- und Töchter der Stadt
- Tino Danieli (1887–1959), Unternehmer und Autorennfahrer